# Cerro de las Tres Cruces
A Cerro de las Tres Cruces (spanyol nevének jelentése: a három kereszt hegye) egy hegy a kolumbiai Cali városa mellett. Nevét a rajta felépített, három nagy keresztet formázó emlékműről kapta. Mivel mellőle kiváló kilátás nyílik a városra, kedvelt turisztikai célpont, magassága és meredeksége miatt pedig számos városi sportoló végez itt edzéseket: hétvégente mintegy 3000-en keresik fel a helyszínt. A kereszteken kívül számos antenna és egy rendőrségi állomás is található itt, ennek ellenére a közbiztonság nem mondható jónak. A középső kereszt 26, a két szélső 22 méter magas.

## Története
A legenda szerint a várost a 19. század elején egy Buziraco nevű démon kísértette: sokak hite szerint ő okozta a Calit akkoriban sújtó árvizeket, tűzvészeket és járványokat is. Buziraco korábban az észak-kolumbiai Cartagena mellett, a Cerro de La Popa hegyen tanyázott, de miután onnan elűzték, itt telepedett meg. Az ő elhárítása érdekében mászott fel 1837-ben két szerzetes, Juan és Vicente Cuesta erre a hegyre, és helyezett ott el három, nádból vagy guadua fából készített keresztet.
Azóta egyre többen és többen zarándokolnak fel ide minden május 3-án, ahol ezen a napon misét is celebrálnak. Ugyancsak sokan látogatják meg a helyszínt nagycsütörtök és nagypéntek napján: a nagyhéten 900 000-re becsülik az ide érkezők számát.
A mai, betonból készült keresztek építése 1937-ben kezdődött Marco Tulio Collazos atya kezdeményezésére, felavatásukra 1938-ban került sor több ezer, gyalog érkezett ember jelenlétében. A legtöbben úgy érzik, a keresztek felállításával Cali valóban megszabadult a gonosz démontól, de olyanok is vannak,
akik szerint ezzel csak fogságba ejtették, így a város örökre a démon börtöne marad.

## Képek

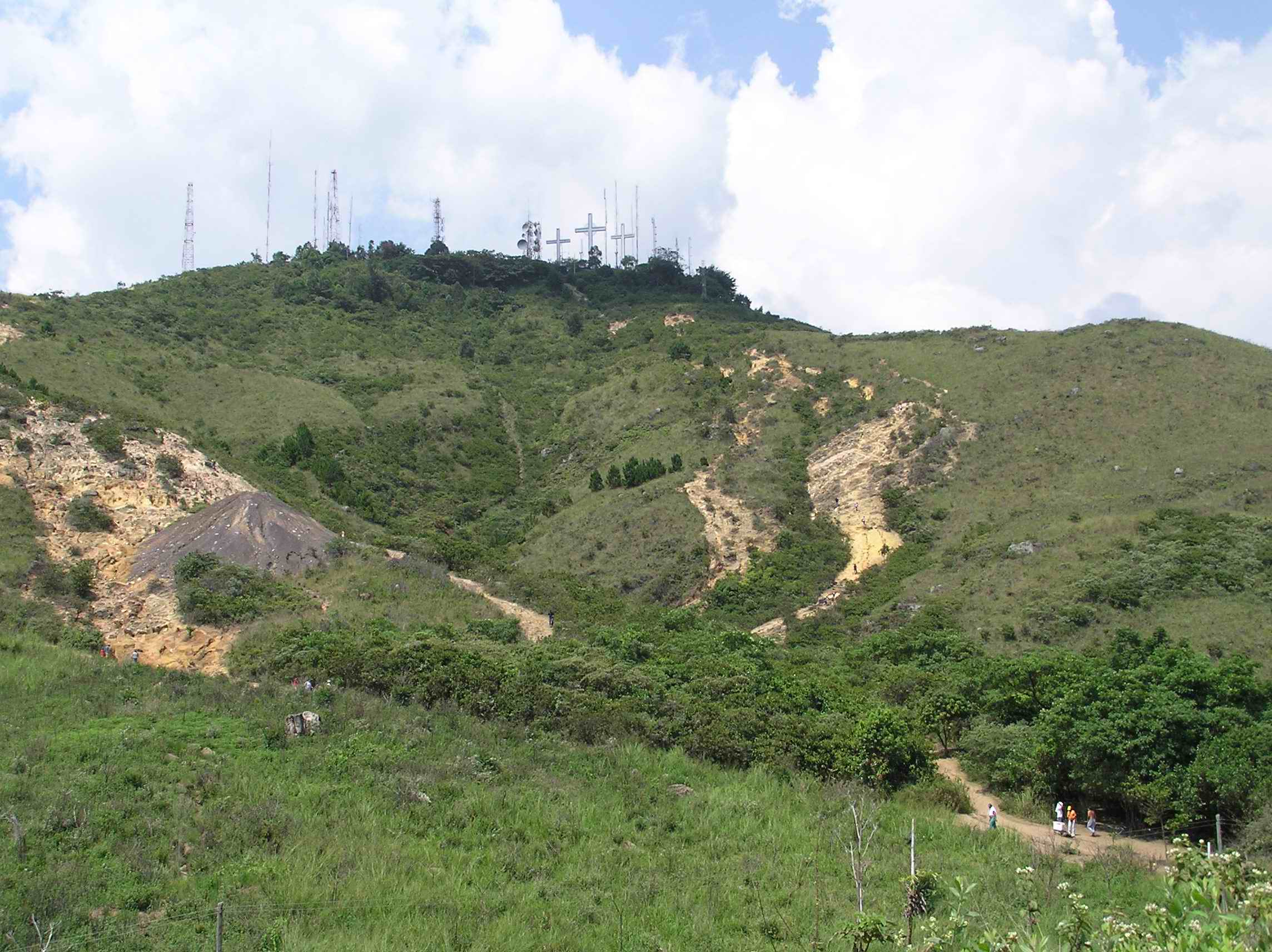
Távolról
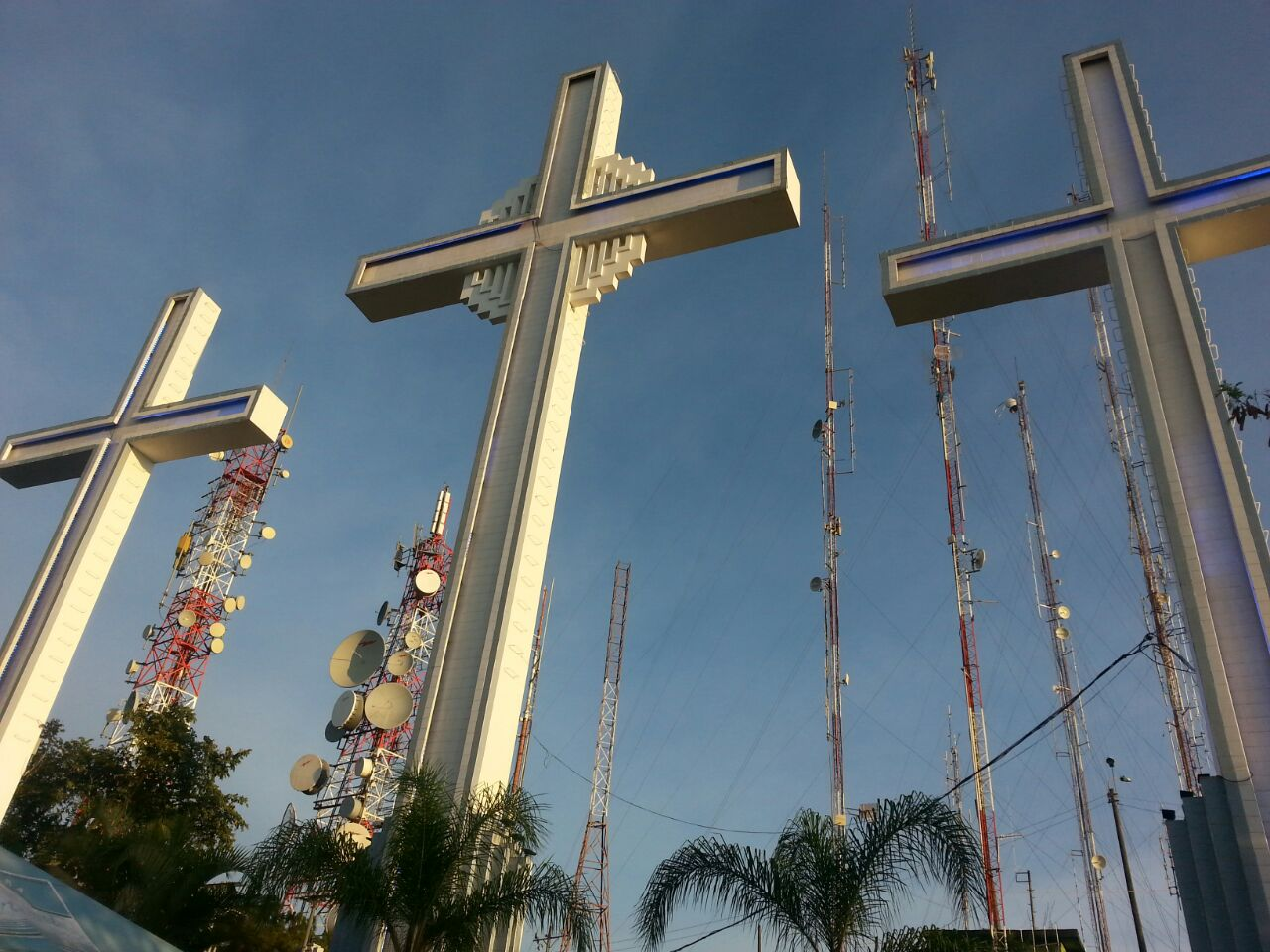
A keresztek közelről
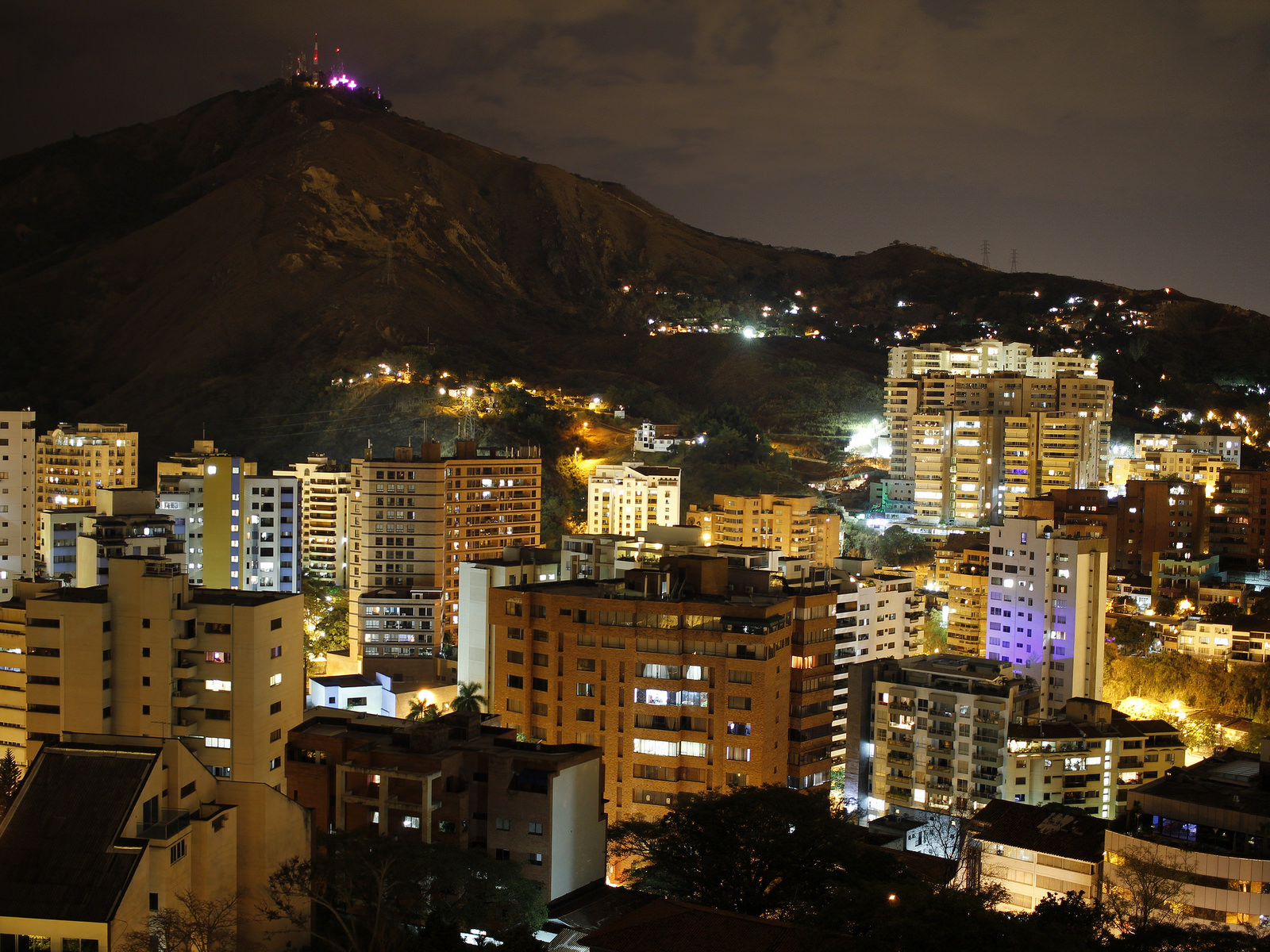
A háttérben, kivilágítva
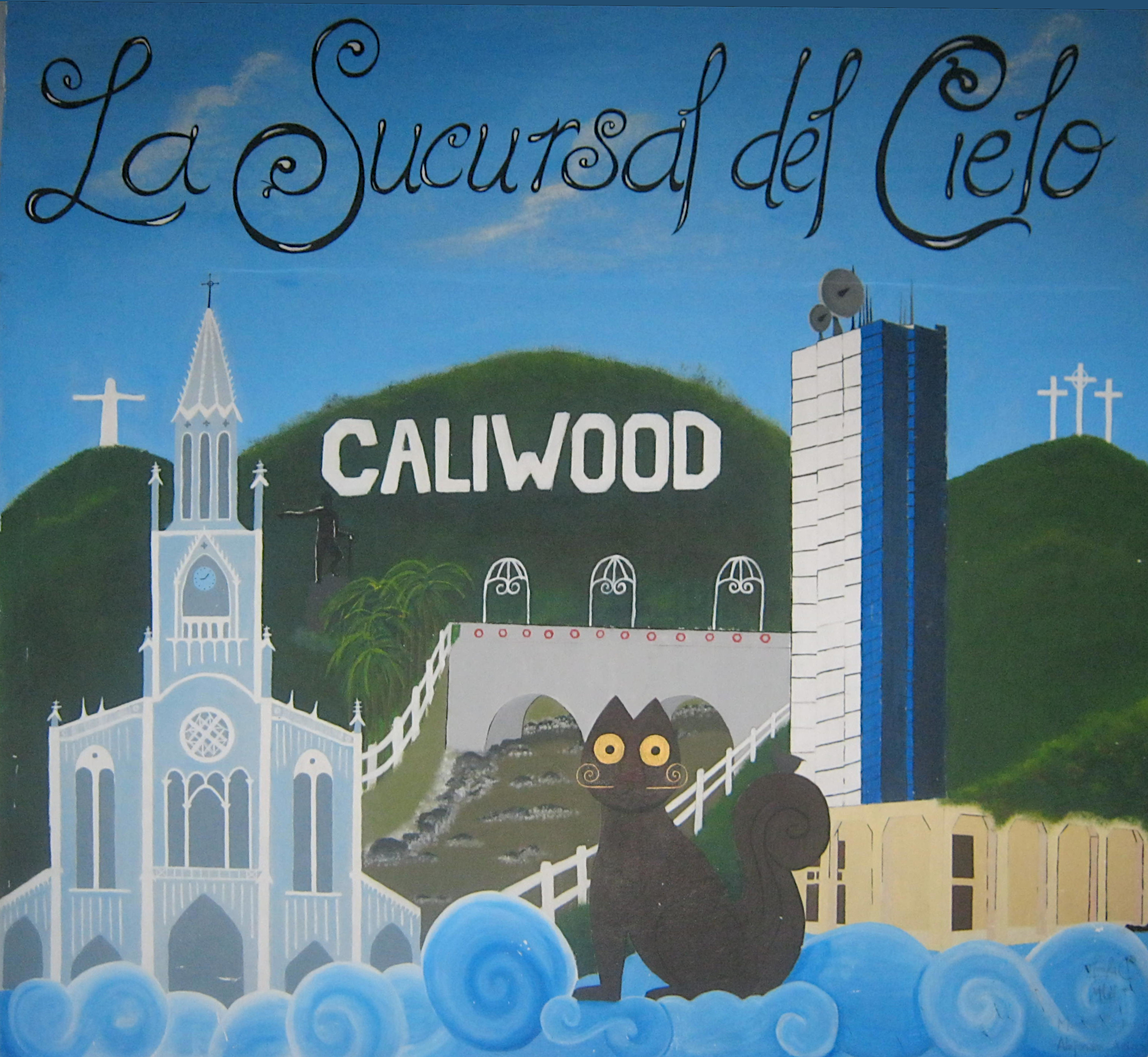
A város nevezetességei között egy falfestményen